# Jacques Dor (pianiste)
Pour les articles homonymes, voir Dor.
Jacques Dor est un pianiste classique français né en 1978 à Paris.

## Biographie
Jacques Dor naît en 1978 dans la ville de Paris. Durant sa jeunesse, il étudie le piano en particulier avec sa grand-mère pianiste, puis intègre par la suite le Conservatoire de Versailles, où il reçoit entre autres l’enseignement de Jacques Coulaud et Francis Vidil (en) en piano, et de Solange Ancona. Muni de sa médaille d’or, puis diplômé d’état, il étudie ensuite auprès de Marie-Christine Calvet, pianiste et pédagogue, et auprès de François Leclère, compositeur. Il se produit dès lors en concert, publie ses compositions aux Editions Delatour et signe plusieurs disques chez Rejoyce Musique ; son premier opus consacré à la musique de chambre inédite de François Leclère "Archipel des Solitudes" (2010) reçoit le soutien de Musique française d'aujourd'hui (MFA) et reçoit un « Coup de cœur » de l’Académie Charles-Cros.
Depuis 2020, Jacques Dor est président de l'association "L'école de Charleville, les amis de François Leclère". Il est depuis 2022 le directeur artistique du Festival "Musique à Courtanvaux".

## Discographie
- 2008 : Récital de Noël (Mendelssohn, Liszt, Tchaïkovski, Bartók et Messiaen)[4]
- 2010 : Intégrale François Leclère, Vol. 1 « Archipel des solitudes »[4]
- 2014 : Intégrale des pièces isolées de Frédéric Chopin[4],[7]
- 2018 : Intégrale François Leclère, Vol. 2 « Les Villes invisibles » (coproducteur)
- 2020 : Intégrale François Leclère, Vol. 3 « Le Son et l’Esprit »

## Publications
- Étude en forme de toccata - 2004[1]
- 4 Pièces ludiques - 2005[1]
- L’École de Charleville, François Leclère et son enseignement, collectif - 2012[8]